# Galerie Patio
Die Galerie Patio war ein Ausstellungsort in Neu-Isenburg bei Frankfurt am Main. Gegründet wurde die Galerie 1963 von den fünf Malern und Grafikern Horst Baerenz, Mario Barahona, Walter Kroe, Dieter Wetzk und Walter Zimbrich. Mit dem Eintritt des jungen Schriftsetzerlehrlings Klaus Münchschwander kurz nach Eröffnung der ersten Ausstellung gründete die Galerie den Galerie Patio Verlag.

## Gründung, Standorte und Organisation
Die Galerie Patio sah sich in der Tradition der 1961 geschlossenen Frankfurter Zimmergalerie Franck. Sie wollte ein Ausstellungsort für junge Künstlerinnen und Künstler im Rhein-Main-Gebiet sein. Am 21. März 1963 begann die Ausstellungstätigkeit mit einer Accrochage der Gründungsmitglieder. In den Jahren 1963 bis 1965 hatte die Galerie Patio einen 15 qm großen Ausstellungsraum in der Waldstraße 115 in Neu-Isenburg. Im Dezember 1965 erfolgte der Umzug der Galerie nach Frankfurt-Sachsenhausen in die Laubestraße 24. Hier hatte sie ihren Sitz bis Januar 1983. Nach Kündigung der Räume in Sachsenhausen kehrte die Galerie wieder nach Neu-Isenburg an den alten Ort in die Waldstraße zurück. Die Galerie Patio existiert bis 1996 und war ein eingetragener Verein.

## Freundeskreis
Ein Freundeskreis aus Schriftstellern, Malern und Grafikern war besonders in den Anfangsjahren wichtig für die Galerie Patio. Walter E. Richartz, Adam Seide, Roland Kunkel, Heidi Frommann, Bernhard Jäger und Thomas Bayrle mit ihrer Gulliver-Presse, sowie Günther Scherer, Karl Riha, Manfred Linke u. v. a. unterstützten die Galeriegründer durch Lesungen, Beiträge und Artikel.

## Veranstaltungen und Aktionen
In regelmäßigen unregelmäßigen Abständen stellte die Galerie namhafte Künstler und Künstlerinnen in ihren Räumen aus, veranstaltete Lesungen und Aktionen. Einige Ausstellungen waren in der Art der Themen- und Konzeptausstellungen zustande gekommen. Als man 1978 ein Gedichtbändchen von Wolfgang Weyrauch druckte, zog man mit dem Umschlagpapier in die Fußgängerzone unter der Hauptwache, ließ es als dokumentarischen Akt von den Passanten betrampeln und benutzte es anschließend in dieser beschmutzten Form für den Buchumschlag. Stanley Brouwn veranstaltete erstmals 1964 in Deutschland ein Happening in der Galerie Patio. 1966 war in der Galerie in einem Glaskasten erstmals „das erste lebende kunstwerk“ Timm Ulrichs zu sehen. Für ihn war die Galerie damals die interessanteste Station in Frankfurt, eine der ersten für die 1960er-Jahre typischen Produzentengalerien.

## Ausstellungen (Auswahl)

### 1963
- März: Accrochage: Mario Barahona, Horst Baerenz, Walter Kroe, Dieter Wetzk, Walter Zimbrich. Eröffnung durch Adam Seide.
- September: Figur 1. Accrochage zum Erscheinen des gleichnamigen grafischen Jahrbuchs der Galerie Patio mit: u. a. Thomas Bayrle, Stanley Brouwn, Klaus Burkhardt, Bernd Damke, Bernhard Jäger, Rolf Kissel, Johannes Schreiter, Peter Steinforth, Arno Waldschmidt.

### 1964
- Januar: Paul Fontaine – Gemälde. Eröffnung durch Klaus Franck, dem Gründer der Zimmergalerie Franck.
- Februar: patio Brouwn. Aktionen von Stanley Brouwn, Amsterdam. Erste Veranstaltung mit Stanley Brouwn in Deutschland.[3]
- Juni: Gerhard Hintschich – Gemälde.
- Oktober: Wolfgang Germroth – Malerei.

### 1965
- Januar: Helmut G. Schütz – Landkarten.
- Februar: Friedrich Julius Scherff – Bilder.
- Mai: Lesung mit Günter Guben, Einführung Herbert Heckmann.

### 1966
- Januar: Tomas Schmit, Berlin: „Sie sind eingeladen Teil zu nehmen“, Aktion.
- Februar: KP Brehmer, Berlin: Trivialgrafik und Aufsteller.
- Mai: Lesung mit H. C. Artmann.
- Juni: Timm Ulrichs – „das erste lebende kunstwerk“
- September: Konrad Lueg – Gerhard Richter: die beste Ausstellung Deutschlands.[4]
- Oktober: Siegfried Neuenhausen – Busen und Köpfe.
- November: Michael Badura – Formierte Organisationen.
- Dezember: Postkarten – Patio. 2. Einladungsausstellung zu einem thematischen Stichwort. 80 Künstler zeigen Kunst im Postkartenformat 10,5 × 14,8 cm.

### 1967
- Januar: Nikolaus Jungwirth – Bilder und Objekte (Erstausstellung).
- Februar: Siegfried Albrecht, Idstein: Skiachromatische Malerei.
- Juni: Ulrich Baehr – Bombastischer Realismus.
- – Lesung mit Kurt Sigel und Carlo Bredthauer.
- November: Peter Nagel, Kiel: Gemälde und Grafik.
- Dezember: Grafik aus der edition tangente – Klaus Staeck.

### 1968
- Januar: Rolf-Gunter Dienst – Bilder.
- Februar: Günter Neusel – Bilder und Plastik.
- März: Jörg Immendorf, Düsseldorf: Lidl – Uetztlidl – Für dunkle Tage unterwegs. 3 Aktionen und Ausstellung.
- April: Bazon Brock – Literaturbleche: Ausstellung und Aktion Fußspuren. Zur Eröffnung Peepshow hinterm Bauzaun und Patio's Jubel-Party.
- – Otto Dressler, München: Sitzbilder.
- – Lesung mit Hans-Jürgen Fröhlich und Uwe Herms, Vorstellung der Zeitschrift „schnittpunkte“.
- Mai: Chris Reinecke, Düsseldorf: Apfel, Mensch, Himmel, Ofen.
- Oktober: Heimrad Prem, München: Plastikpuppen.
- November: Attersee – Schönheit '68. Dritter Teil. Zur Eröffnung lesen Gerhard Rühm und Oswald Wiener.
- Dezember: Y. Fongi, München: „Vom Stiefel bis zur Sohle“.

### 1969
- Februar: Timm Ulrichs – „4 Spiel-Raum-Spile“.
- September: Konrad Balder Schäuffelen – Sprechzimmer, Son-et-lumiére-Aktion.
- November: Renate Sautermeister – Schöne Objekte.

### 1970
- Mai: „36 Stunden“. 6. Einladungsveranstaltung zum Themenstichwort „Tautologie“.

### 1971
- Mai: „Leber-Art“. Patio erklärt die von Georg Leber aus dem Verkehr gezogenen Verkehrszeichen zu Kunst und stellt sie aus.

### 1974
- Januar: Patio's Naturkunst. Ausstellung zum Erscheinen der Tagebuchblätter von Henry David Thoreau. Die Galerie ist Wald.

- Pfingsten: Patio's Acricultur: „Aufwärts! Wo Patio hintritt, wächst kein Gras mehr!“ Aktion in der Werkstatt Breitenbrunn von Wil Frenken in Österreich.

### 1975
- März: Patio's Postkunst. Der Briefkasten als Kunstfalle. Alles, was im Laufe eines Jahres in Patio's Briefkasten gelandet ist, wird an die Wände collagiert, zur Kunst erklärt und qm-weise verkauft. In Zusammenarbeit mit der OPD Frankfurt.
- Mai: Linda Christanell, Wien: Textile Objekte und Zeichnungen.

### 1976
- März: Richard Hartwell – Notive-boards & newspapers.
- September: „Kunstmorgen“. Aktion mit Helga Philipp, Wien, Adam Seide und Timm Ulrichs. Im Bürgerhaus Dreieich-Buchschlag, gemeinsam mit Galerie Edith Seuß.
- November: „Häppi Börsdee Ämerrikä!“ 7. Einladungsausstellung zu einem Themenstichwort: 200 Jahre USA. Die Galerie ist in die amerikanische Flagge verwandelt, 50 Künstler gestalten je einen Stern.

### 1977
- März: Annegret Soltau – Verbindungen, Aktion.

### 1978
- März: Ari Zischli (d. i. Albrecht, Richartz, Zimbrich, Scherer, Linke): Betrampelungsaktion in der B-Ebene der Hauptwache. Dabei entsteht der Umschlag für das Buch von Wolfgang Weyrauch, Fußgänger, B-Ebene, Rolltreppe, hinauf, hinab.
- Oktober: Ernst Caramelle – Aktion und Ausstellung „Josef Troma schläft heute“.

### 1979
- März: Peter Basseler, Bremen: Klein-Environments.
- September: Lesung von Matthias Koeppel, Starckdeutsche Gedichte.

### 1981
- Pfingsten: Zur Verleihung des V.O. Stomps-Preises: Ausstellung aller Bücher im Mainzer Gutenberg-Museum.

### 1982
- November: Hommage à Ferdinand Cheval. Environment in der Galerie Patio. 8. Einladungsausstellung zu einem Themenstichwort.

## Galerie Patio Verlag (Auswahl)
Der Verlag wird in unterschiedlichen Schreibweisen aufgeführt: Patio: Galerie & Verlag, Verlag der Galerie Patio, Patio-Verlag und Galerie Patio Verlag. Er verlegte Bücher, Künstlerbücher, Faltblätter und Grafiken – zum überwiegenden Teil in Kleinauflagen. Von 1963 bis 1983 sind insgesamt 70 Veröffentlichungen erschienen.
- Roland Kunkel: ich will etwas sagen. Mit 5 Holzschnitten von Walter Zimbrich, 1964.
- Figur 1, Grafisches Jahrbuch der Galerie Patio 1963–1964. Vorwort von Adam Seide, 1965.
- Henry David Thoreau: Über die Pflicht zum Ungehorsam gegen den Staat. Erste Ausgabe in deutscher Sprache, 1966.
- Goethe – Heute. Katalog zur Ausstellung der Galerie Patio, 1967.
- Henry L. Mencken: R.I.P. Erste Übersetzung des Textes aus dem Amerikanischen, 1968.
- Rochus Kowallek (Hrsg.): Adolf bis Zahnfleisch. 1968.
- Walter E. Richartz: McBird '68. Illustriert von Horst Baerenz, 1968.
- Renate Sautermeister: Betende Hände. 1969.
- Karl Riha, Patio (Hrsg.): Patio-Magazin „Fernsehen“. Mit Texten u. a. von Ernst Jandl, Konrad Balder Schäuffelen, Arnfried Astel, Ludwig Harig, Uwe Herms, Ror Wolf, Timm Ulrichs, Friederike Mayröcker, Otto Jägersberg und Bildern u. a. von Renate Sautermeister, Otto Mühl, Nikolaus Jungwirth, Werner Schreib, Paulus Böhmer, Klaus Staeck, Helga Kämpf-Jansen. 1970.
- Franz Mon: Text mit 60 0. Mappe mit Textfilmen, 1970.
- Henry David Thoreau: Zeichnungen und Ausschnitte aus den Tagebüchern. Übersetzung und Nachwort von Walter E. Richartz, Erste Übersetzung des Textes aus dem Amerikanischen, 1973.
- Ernst Blass: Die Straße komme ich entlanggeweht. Gedichte. 1975.
- Franz Mon: Maus im Mehl. Textzerfall und Textaufbau, Buch und Film, 1976.
- Wolfgang Weyrauch: Fußgänger, B-Ebene, Hauptwache, Rolltreppe, hinauf, hinab. Gedichte. Mit Fotos von Horst Rauer und einem fußbetrampelten Umschlag, 1978.
- Karl Riha: Offene Form. Geschlossene Form. Buch mit 7 Siegeln. Drei Buchobjekte, Auflage je 10, 1983.
- Wolfgang Schmidt: buch 19, undsoweiter. 1989.

## Auszeichnungen
- 1981: V.O. Stomps-Preis der Landeshauptstadt Mainz
- 1988: Kulturpreis der Stadt Neu-Isenburg